# Latécoère 17
Le Latécoère 17 est un avion de la compagnie Latécoère utilisé pour le transport civil. Il est utilisé à la fin des années 1920 pour le transport du courier, par exemple entre la France et le Maroc. 